# Campionati mondiali di judo 2021
I campionati mondiali di judo 2021 si sono svolti a Budapest, in Ungheria, dal 6 al 13 giugno 2021 presso la László Papp Budapest Sports Arena.

## Paesi partecipanti
Di seguito l'elenco dei paesi partecipanti Campionati, tra parentesi sono indicati il numero di judoka uomini, donne ed il totale.
- Albania (1, 0, 1)
- Algeria (4, 3, 7)
- Argentina (2, 2, 4)
- Armenia (1, 0, 1)
- Australia (3, 3, 6)
- Austria (4, 4, 8)
- Azerbaigian (9, 3, 12)
- Bahamas (1, 1, 2)
- Brunei (0, 1, 1)
- Barbados (1, 0, 1)
- Bielorussia (4, 1, 5)
- Belgio (5, 6, 11)
- Benin (1, 0, 1)
- Bosnia ed Erzegovina (1, 3, 4)
- Brasile (9, 9, 18)
- Bulgaria (6, 1, 7)
- Burkina Faso (1, 0, 1)
- Camerun (1, 3, 4)
- Canada (5, 3, 7)
- Capo Verde (1, 2, 3)
- Cile (1, 1, 2)
- Colombia (2, 1, 3)
- Costa Rica (2, 0, 2)
- Croazia (2, 4, 6)
- Cuba (4, 4, 8)
- Cipro (1, 1, 2)
- Rep. Ceca (6, 2, 8)
- RD del Congo (2, 1, 3)
- Danimarca (1, 1, 2)
- Gibuti (1, 0, 1)
- Rep. Dominicana (2, 0, 2)
- Ecuador (2, 2, 4)
- Egitto (6, 0, 6)
- Estonia (4, 0, 4)
- Figi (1, 0, 1)
- Finlandia (2, 0, 2)
- Francia (6, 8, 14)
- Gabon (5, 2, 7)
- Gambia (1, 0, 1)
- Georgia (9, 5, 14)
- Germania (7, 7, 14)
- Ghana (2, 0, 2)
- Gran Bretagna (2, 5, 7)
- Grecia (5, 1, 6)
- Guam (1, 0, 1)
- Guatemala (1, 0, 1)
- Guinea-Bissau (1, 1, 2)
- Haiti (3, 1, 4)
- Hong Kong (1, 1, 2)
- Ungheria (9, 9, 18)
- Islanda (1, 0, 1)
- India (1, 1, 2)
- International Judo Federation, 9, 3, 12)
- Irlanda (1, 1, 2)
- Israele (8, 5, 13)
- Italia (4, 5, 9)
- Costa d'Avorio (0, 1, 1)
- Giamaica (0, 1, 1)
- Giappone (9, 9, 18)
- Giordania (2, 1, 3)
- Kazakistan (9, 8, 17)
- Kenya (1, 1, 2)
- Kiribati (0, 1, 1)
- Corea del Sud (9, 8, 17)
- Kosovo (1, 4, 5)
- Kuwait (4, 0, 4)
- Kirghizistan (6, 0, 6)
- Lettonia (3, 0, 2)
- Libano (1, 0, 1)
- Liechtenstein (1, 0, 1)
- Lituania (0, 1, 1)
- Madagascar (1, 2, 3)
- Mauritius (1, 1, 2)
- Messico (1, 2, 3)
- Moldavia (8, 1, 9)
- Monaco (1, 0, 1)
- Mongolia (9, 9, 18)
- Montenegro (6, 1, 7)
- Marocco (5, 4, 9)
- Mozambico (2, 1, 3)
- Paesi Bassi (7, 8, 15)
- Nuova Zelanda (2, 1, 3)
- Nicaragua (1, 1, 2)
- Niger (1, 0, 1)
- Pakistan (2, 0, 2)
- Panama (1, 2, 3)
- Perù (5, 2, 7)
- Filippine (2, 1, 3)
- Polonia (4, 7, 11)
- Portogallo (5, 8, 13)
- Porto Rico (1, 2, 3)
- Qatar (2, 0, 2)
- Romania (4, 4, 8)
- Federazione Russa del Judo (RJF), 9, 9, 18)
- Samoa (1, 0, 1)
- San Marino (1, 0, 1)
- Arabia Saudita (2, 2, 4)
- Senegal (2, 0, 2)
- Serbia (7, 6, 13)
- Slovacchia (4, 0, 4)
- Slovenia (8, 5, 13)
- Sudafrica (1, 4, 5)
- Spagna (7, 8, 15)
- Svezia (4, 0, 4)
- Svizzera (2, 2, 4)
- Tagikistan (5, 1, 6)
- Thailandia (0, 1, 1)
- Togo (1, 1, 2)
- Trinidad e Tobago (0, 1, 1)
- Tunisia (0, 4, 4)
- Turchia (7, 2, 9)
- Ucraina (9, 4, 13)
- Emirati Arabi Uniti (1, 0, 1)
- Stati Uniti (9, 9, 18)
- Uruguay (2, 0, 2)
- Uzbekistan (9, 7, 16)
- Venezuela (0, 3, 3)
- Zambia (1, 0, 1)

## Doping di Stato in Russia
Il 9 dicembre 2019, l'Agenzia mondiale antidoping (WADA) ha bandito la Russia da tutti gli sport internazionali per un periodo di quattro anni, dopo che è stato scoperto il doping di Stato in Russia e che il governo russo ha manomesso i dati di laboratorio forniti alla WADA nel gennaio 2019. A seguito del divieto, la WADA consente agli atleti russi autorizzati individualmente di partecipare ai Campionati del mondo 2021-2022 e ai Giochi olimpici di Pechino 2022 sotto una bandiera neutrale, come accaduto ai Giochi olimpici di Pyeongchang 2018, ma non sarà loro permesso di competere negli sport di squadra. La Corte di arbitrato per lo sport, esaminando l'appello della Russia contro il verdetto emesso dalla WADA, il 17 dicembre 2020 ha deciso di ridurre a due anni la sanzione imposta. La sentenza ha deciso di consentire alla Russia di partecipare alle Olimpiadi e ad altri eventi internazionali, stabilendo che per un periodo di due anni la squadra non potrà usare il nome, la bandiera o l'inno russo e i suoi atleti dovranno presentarsi come "Atleta neutrale" o "Squadra neutrale". La sentenza consente di visualizzare "Russia" sulla divisa e l'uso dei colori della bandiera russa all'interno del design, anche se il nome deve avere la stessa predominanza della designazione "Atleta/squadra neutrale".

## Podi

### Uomini
| Evento         | Oro                     | Argento              | Bronzo                                 |
| fino a 60 kg   | Jago Abuladze           | Ğūsman Qyrğyzbaev    | Karamat Huseynov Francisco Garrigós    |
| fino a 66 kg   | Joshiro Maruyama        | Manuel Lombardo      | Yakub Shamilov Baskhuu Yondonperenlei  |
| fino a 73 kg   | Lasha Shavdatuashvili   | Tommy Macias         | Bilal Çiloğlu Soichi Hashimoto         |
| fino a 81 kg   | Matthias Casse          | T'at'o Grigalashvili | Frank de Wit Anri Egutidze             |
| fino a 90 kg   | Nikoloz Sherazadishvili | Davlat Bobonov       | Krisztián Tóth Marcus Nyman            |
| fino a 100 kg  | Jorge Fonseca           | Aleksandar Kukolj    | Varlam Lip'art'eliani Ilia Sulamanidze |
| oltre a 100 kg | Kokoro Kageura          | Tamerlan Bašaev      | Roy Meyer Iakiv Khammo                 |

### Donne
| Evento        | Oro                 | Argento           | Bronzo                                |
| fino a 48 kg  | Natsumi Tsunoda     | Wakana Koga       | Julia Figueroa Mönkhbatyn Urantsetseg |
| fino a 52 kg  | Ai Shishime         | Ana Perez Box     | Fabienne Kocher Gefen Primo           |
| fino a 57 kg  | Jessica Klimkait    | Momo Tamaoki      | Nora Gjakova Theresa Stoll            |
| fino a 63 kg  | Clarisse Agbegnenou | Andreja Leški     | Anja Obradović Sanne Vermeer          |
| fino a 70 kg  | Barbara Matić       | Yoko Ono          | Sanne van Dijke Michaela Polleres     |
| fino a 78 kg  | Anna-Maria Wagner   | Madeleine Malonga | Mami Umeki Guusje Steenhuis           |
| oltre a 78 kg | Sarah Asahina       | Wakaba Tomita     | Beatriz Souza Maria Suelen Altheman   |

### Misti
| Evento     | Oro | Argento | Bronzo |
| Team misto | Giappone Maya Akiba Haruka Funakubo Kenshi Harada Soichi Hashimoto Kokoro Kageura Kosuke Mashiyama Kenta Nagasawa Saki Niizoe Yoko Ono Kazuya Sato Momo Tamaoki Wakaba Tomita | Francia Francis Damier Gaëtane Deberdt Clémence Eme Léa Fontaine Joan-Benjamin Gaba Marie-Ève Gahié Enzo Gibelli Astride Gneto Cyrille Maret Alexis Mathieu Cédric Olivar Julia Tolofua | Uzbekistan Shukurjon Aminova Davlat Bobonov Rinata Ilmatova Shermukhammad Jandreev Diyora Keldiyorova Farangiz Khojieva Iriskhon Kurbanbaeva Gulnoza Matniyazova Obidkhon Nomonov Sardor Nurillaev Belmurod Oltiboev Muzaffarbek Turoboyev |
| Team misto | Giappone Maya Akiba Haruka Funakubo Kenshi Harada Soichi Hashimoto Kokoro Kageura Kosuke Mashiyama Kenta Nagasawa Saki Niizoe Yoko Ono Kazuya Sato Momo Tamaoki Wakaba Tomita | Francia Francis Damier Gaëtane Deberdt Clémence Eme Léa Fontaine Joan-Benjamin Gaba Marie-Ève Gahié Enzo Gibelli Astride Gneto Cyrille Maret Alexis Mathieu Cédric Olivar Julia Tolofua | Brasile Maria Suelen Altheman Eduardo Barbosa Rafael Macedo David Moura Ketelyn Nascimento Larissa Pimenta Maria Portela Ketleyn Quadros Eduardo Yudy Santos Rafael Silva Beatriz Souza Eric Takabatake                                    |

## Medagliere
| Pos.   | Paese       | Oro | Argento | Bronzo | Totale |
| ------ | ----------- | --- | ------- | ------ | ------ |
| 1      | Giappone    | 6   | 4       | 2      | 12     |
| 2      | Francia     | 1   | 2       | 0      | 3      |
| 3      | Georgia     | 1   | 1       | 2      | 4      |
| 3      | Spagna      | 1   | 1       | 2      | 4      |
| 5      | ROC         | 1   | 1       | 1      | 3      |
| 6      | Germania    | 1   | 0       | 1      | 2      |
| 6      | Portogallo  | 1   | 0       | 1      | 2      |
| 8      | Belgio      | 1   | 0       | 0      | 1      |
| 8      | Canada      | 1   | 0       | 0      | 1      |
| 8      | Croazia     | 1   | 0       | 0      | 1      |
| 11     | Serbia      | 0   | 1       | 1      | 2      |
| 11     | Svezia      | 0   | 1       | 1      | 2      |
| 11     | Uzbekistan  | 0   | 1       | 1      | 2      |
| 14     | Italia      | 0   | 1       | 0      | 1      |
| 14     | Kazakistan  | 0   | 1       | 0      | 1      |
| 14     | Slovenia    | 0   | 1       | 0      | 1      |
| 17     | Paesi Bassi | 0   | 0       | 5      | 5      |
| 18     | Brasile     | 0   | 0       | 3      | 3      |
| 19     | Mongolia    | 0   | 0       | 2      | 2      |
| 20     | Kosovo      | 0   | 0       | 1      | 1      |
| 20     | Svizzera    | 0   | 0       | 1      | 1      |
| 20     | Turchia     | 0   | 0       | 1      | 1      |
| 20     | Ucraina     | 0   | 0       | 1      | 1      |
| 20     | Austria     | 0   | 0       | 1      | 1      |
| 20     | Azerbaigian | 0   | 0       | 1      | 1      |
| 20     | Ungheria    | 0   | 0       | 1      | 1      |
| 20     | Israele     | 0   | 0       | 1      | 1      |
| Totale | Totale      | 15  | 15      | 30     | 60     |